# Federación Salvadoreña de Fútbol
La Federación Salvadoreña de Fútbol (FESFUT) es la institución responsable de la organización del fútbol en El Salvador. Es la encargada de administrar a la Selección de fútbol de El Salvador en todas sus divisiones, las 3 categorías de la Liga Mayor de Fútbol y todos los sectores afiliados. Esta federación también tiene la tarea de velar por el cumplimiento de las leyes impuestas por FIFA en el fútbol nacional.

## Historia
La institución nació en 1935, cuando los Estatutos de la Federación Salvadoreña de Fútbol se aprobaron un 26 de abril de ese mismo año, siendo el presidente el Dr. Raúl Rivas Palacios y el vicepresidente coronel Roberto López Rochac.
En 1965 se reafirma por Decreto Legislativo No 472 del día 15 de noviembre a iniciativa del presidente de la República. Asimismo, se emitió la Ley de Creación de la Federación Salvadoreña de Fútbol, con el objetivo de desarrollar el fútbol, la salud y al desarrollo físico de la población en el país. Ese año se otorgó la dirección a una agrupación autónoma que tomaría directamente la responsabilidad administrativa, técnica y económica.
Durante todo el periodo que lleva en funcionamiento la Federación Salvadoreña de Fútbol, ha tenido cambios en los estatutos que rigen la autoridad, actualmente la federación es regida por una nueva Ley, la cual fue publicada el 18 de septiembre de 2001, y tiene por objeto establecer los principios y normativas que regirán la organización administrativa del fútbol federado, favoreciendo su transmisión, práctica y aprendizaje entre la niñez y la juventud salvadoreña, promoviendo el desarrollo y profesionalismo como espectáculo público. 
El 20 de septiembre de 2013, la FESFUT decidió suspender a 17 jugadores (14 de ellos de por vida) habida cuenta de su participación en el escándalo de los amaños que sacude El Salvador.

## Objetivo
La federación tiene como finalidad orientar los recursos a la organización, dirección y fomento de:
- Fútbol Asociación
- Fútbol Femenino
- Fútbol Sala
- Fútbol de Playa

Para el desarrollo de sus actividades y para la consecución de sus fines, la Federación tiene la potestad para crear los Organismos Auxiliares que estime conveniente.

## Patrocinadores
- Bic
- Electrolit
- INDES
- Lotería de El Salvador
- Pilsener
- Powerade
- Sistema Fedecredito
- Umbro